# Calliostoma mariae
Calliostoma mariae là một loài ốc biển nhỏ, là động vật thân mềm chân bụng sống ở biển trong họ Calliostomatidae.

## Phân bố
Đây là loài đặc hữu của Philippines. Nó được tìm thấy ở Northern Leyte trong Visayas group of islands. This top shell lives at depths of approximately 205 đến 214 m.